# Нефтехимик (дворец культуры, Салават)
Дворе́ц культу́ры «Нефтехимик» — Дворец культуры ООО «Газпром нефтехим Салават», построенный в 1962—1964 годах авторами в стиле эклектика (окончательно завершён в 1964-х годах, гл. инженер И. Ю. Венцель (1919—1999 г.)). Здание является памятником архитектуры второй половины XX века.
Расположен на площади Ленина в городе Салавате. Директор ДК — заслуженный работник культуры республики Башкортостан Владимир Ильич Стаханов..

## Архитектура
Здание дворца прямоугольное в плане с трёхскатной крышей, оштукатурено, выполнено в архитектурных традициях эклектизма с преобладанием неоклассических форм. Здание рустовано, боковые окна на первом и третьем этажах прямоугольные, на втором этаже — полуциркульные. Высокие боковые окна выполнены с витражами. Боковые стены выполнены с аркадой. В здании имеются межэтажный и завершающий с зубчиками карнизы, полуподвальные помещения имеют окна с коваными металлическими решётками. Верхнее межоконное пространство заполнено опоясывающим барельефом с башкирским орнаментом. Здание окрашено в три цвета, мелкие архитектурные формы выделены белым цветом, крыша окрашена в красный цвет. Композиция Дворца симметрична. Зрительный зал, рассчитанный на 800 человек, отличается просторностью, в него включён балкон.
Центральный фасад Дворца обращённый к площади, представляет собой портик, акцентированный монументальными колоннами дорического ордера. Высота колонн к их диаметру составляет 10:1. Диаметр колонн плавно уменьшается снизу вверх. Лепные украшения капители ордера заменены на их изображения. Массивные входные деревянные двери имели прозрачное рифлёное стекло. Для наружной отделки здания применяли естественный камень и штукатурку, при оформлении внутренних интерьеров использовалась венецианская штукатурка. Наружные стены дворца и колонны украшены Башкирским кружевным орнаментом. На полу центрального холла выложена мозаика из полированного гранита.
В задней части дворца находятся двери в два этажа для заноса во дворец театральных декораций.
В здании на верхнем этаже — большой холл с мозаикой «Панорама города Салавата». В подвальной части — кафе.
Во Дворце есть два балетных зала (большой и малый) с высокими потолками, паркетом, станками и зеркалами во всю стену. В залах с 60- годов работают хореографические студии.
Колонны на фасаде дворца сложены из кирпича, колонны в фойе — железобетонные, территория дворца огорожена кованой ажурной металлической решёткой и логотипом комбината. Здание является памятником архитектуры второй половины XX века.

## Мероприятия
После открытия Дворца культуры, он становится центром культурной жизни Салавата.
В 1964 году во дворце выступали известные писатели и поэты из Москвы, Уфы, Ленинграда — Штильмарк, Роберт Александрович, Чуев, Феликс Иванович, Агеев, Леонид Мартемьянович, Г. Калиновский и др. Проводились недели искусств, на которых выступали музыканты, писатели, художники показывали свои произведения.
Во Дворце работали многочисленные кружки для детей, музыкальная школа, клуб филателистов, драматический, музыкальные и танцевальные коллективы. В 1970-х годах на сцене Двора культуры Нефтехимик пел в эстрадном оркестре (руководитель — Глебов Герман Илларионович) будущий солист Большого театра Татаров Павел Александрович. Активно работала кинофотостудия, возглавляемая Фершаловым Валерием Александровичем. Фильмы, снятые участниками студии занимали призовые места на всероссийских конкурсах документального кино. Регулярно велась работа по освещению жизни коллектива нашего комбината, в прессе печатались фотографии  о работниках комбината, собирался архив кино и видео материалов.
В настоящее время во Дворце проводятся выставки продукции комбината Салаватнефтеоргсинтез, праздники выпускников салаватских школ , прощание с умершими почётными жителями Салавата и конференции трудовых коллективов города.
Всероссийский Чемпионат по бодибилдингу, соревнования команд КВН на кубок ОАО «Салаватнефтеоргсинтез» также проходят во дворце.
На сцене Дворца культуры «Нефтехимик» проходит ежегодный турнир по спортивным танцам на Кубок ОАО «Газпром нефтехим Салават», фестивали КВН, даются концерты, выступают на гастролях балетные и оперные труппы.
В фойе Дворца ежегодно проводятся ярмарки товаров.

## Интересные факты
В здании дворца работают разнообразные коллективы художественной самодеятельности, кружки, ансамбли народных танцев.
В правом крыле дворца открыт ресторан «Рахат лукум».
По ночам здание украшает искусственная подсветка.
В 60-х годах перед Дворцом культуры был бассейн с мозаичным дном, в 1970-м году перед Дворцом был установлен памятник В. И. Ленину, а на месте бассейна разбит цветник.
В 1969 году в ДК давал сеансы гипноза В. Мессинг.
Во дворце находится музей трудовой славы ОАО «Газпром нефтехим Салават». Посещение музея — обязательный
пункт при трудоустройстве в акционерное общество. В музее можно посмотреть документальные фильмы об обществе, проводятся презентации книг салаватских авторов. Заведующая музеем — О. Н. Шамина.
В 2012 году во Дворце была открыта школа КВН.